# Марк Мунаций Сулла Урбан
Марк Мунаций Сулла Урбан (лат. Marcus Munatius Sulla Urbanus) — римский государственный деятель начала III века.

## Биография
О карьере Урбана известно только лишь то, что в 234 году он занимал должность ординарного консула вместе с будущим императором Пупиеном.
Неполное имя консула 234 года Сулла Урбан стало известно лишь в 1930 году, после публикации остийских фаст, где он отмечен как [Su?]lla Urbanus. Затем был опубликован военный диплом, где упомянут консул Марк Мунаций Урбан. В настоящее время можно однозначно сделать вывод, что полное имя Суллы было Марк Мунаций Сулла Урбан. Отцом Урбана скорее всего является консул 215 года Марк Мунаций Сулла Цериал, поскольку временной интервал между их консульствами позволяет прийти к такому выводу.